# Sony Xperia miro
De Sony Xperia miro is een Android-smartphone van het Japanse conglomeraat Sony uit 2012. De Xperia miro heeft een processor van 800 MHz, 4 GB aan opslaggeheugen, een 5 megapixel-camera aan de achterkant en een VGA-camera aan de voorkant om te kunnen videobellen. Het toestel was beschikbaar in wit, wit-goud, zwart en zwart-roze.

## Scherm
Het beeldscherm heeft een schermdiagonaal van 8,9 cm (3,5 inch) en een resolutie van 480 x 320 pixels, waardoor de pixeldichtheid 165 ppi bedraagt. Het aanraakscherm is gemaakt van een speciaal soort mineraal dat ervoor moet zorgen dat het glas minder reflecteert. De Xperia miro maakt gebruik van High Definition Reality Display-technologie en de 'BRAVIA-engine' van Sony. Door deze twee technieken wordt het scherm mooier weergegeven. Onder het scherm bevindt zich een notificatiebalk die ingekomen berichtjes weergeeft met een knipperlicht, vergelijkbaar met BlackBerry-telefoons.

## Software
De Sony Xperia miro heeft als besturingssysteem Android 4.0, later wordt daarvan een update verwacht naar versie 4.1. Net zoals vele andere Android-fabrikanten, gooit Sony ook een eigen grafische schil over het toestel, het Timescape UI, waarin Twitter en Facebook standaard zijn ingebouwd. Ook kan men er omgebouwde PlayStation-spellen op spelen en is het verbonden met het Sony Entertainment Network, dat gebruikers toestaat tot Music & Video Unlimited, een speciale streamingsapp vergelijkbaar met Spotify of Deezer. Sony zal in de telefoon ook gebruikmaken van de audiotechnologie 3D surround sound met xLOUD. Volgens het bedrijf moet het geluid hierdoor veel sterker en helderder zijn.

## NFC
Daarnaast beschikt het toestel over NFC, dat in combinatie met 'Xperia Smart Tags' (NFC-chips) gebruikt kan worden. De NFC-chips kunnen vervolgens worden gebruikt voor laagwaardige financiële transacties, om bijvoorbeeld applicaties uit de Google Play-appwinkel te kopen.